# Junot Díaz
Junot Díaz nacido el  31 de diciembre de 1968 en Santo Domingo es un escritor de nacionalidad estadounidense-dominicana, ganador del premio Pulitzer 2008 por La maravillosa vida breve de Óscar Wao. Es profesor de escritura creativa en el Instituto Tecnológico de Massachusetts (MIT) y editor de la revista Boston Review. En abril de 2018 fue elegido presidente del Premio Pulitzer puesto del que dimitió el 11 de mayo del mismo año tras ser acusado de acoso sexual. En noviembre de 2018, luego de una investigación independiente, la organización Pulitzer lo exoneró de todos los cargos de acoso sexual y comportamiento impropio, al no encontrar ninguna evidencia de que las acusaciones fueran ciertas. Inmediatamente luego de cerrada la investigación, Díaz fue reincorporado a su posición de presidente del Premio Pulitzer.

## Biografía
El tercero de siete hermanos, Junot Díaz nació en el barrio de Villa Juana de Santo Domingo y se crio con su madre y sus abuelos mientras su padre, que había sido policía del dictador Rafael Leónidas Trujillo, trabajaba en Estados Unidos. 
En diciembre de 1974, a punto de cumplir los seis años de edad, la familia se mudó a Parlin, Old Bridge, Nueva Jersey, donde se reunió con su padre, quien al poco tiempo los abandonó, dejándolos en una situación económica difícil.
A propósito de lo que considera la cualidad más importante para un artista, Junot Díaz se refirió a su padre y a su infancia con estas palabras: 

"Desde mi experiencia, muy pequeña, siempre me ha parecido que lo que define el éxito de un artista no es la persistencia ni el entrenamiento, ambos necesarios, sino la compasión. Y la compasión empieza en casa. Pero vivimos en una sociedad en la que no nos enseñan la compasión. Yo vengo de una familia militar, una familia militar dominicana. Mi padre fue partidario del Trujillato. Yo estoy a la izquierda del súper progresismo porque mi padre fue directamente fascista. Es así, son cosas que pasan. Y no hay perdón en una familia militar. Esa es una terrible forma de crecer. A veces la primera reacción no debe ser culpar, sino perdonar. Pienso que, ya sea que vivas en una versión más explícita de esa cultura dominicana o menos explícita, la mayoría vivimos en un régimen de falta de perdón".
Junot Díaz

Estudió la enseñanza básica en Madison Park Elementary. Desde pequeño fue un gran lector, y a menudo caminaba casi cinco kilómetros para sacar libros de la biblioteca pública. 
Hizo el bachillerato en el Cedar Ridge High School de Old Bridge (1987), se licenció en inglés en la Universidad Rutgers (1992) y realizó un Master of Fine Arts en la Universidad de Cornell.
Díaz es un defensor de los inmigrantes y ha participado en una serie de organizaciones de Nueva York.
Es profesor de escritura creativa en la Universidad de Siracusa y en el Instituto Tecnológico de Massachusetts (MIT), y editor de ficción de la Boston Review.
En abril de 2018 hizo pública con un artículo en el The New Yorker su experiencia al ser violado a los 8 años y la depresión que arrastró desde entonces.
Fue presidente del Premio Pulitzer apenas unas semanas entre abril y mayo de 2018. Dimitió al ser investigado por la organización por acoso sexual tras las acusaciones de la periodista Zinzi Clemmons, quien denunció que no fue la única que sufrió una acoso sexual por parte del escritor.

## Trayectoria literaria
Junot —bajo el influjo de Juan Rulfo, John Christopher, Toni Morrison, Mario Vargas Llosa, Roberto Bolaño y Sandra Cisneros— describe en sus obras la dura realidad de los emigrantes hispanoamericanos en los Estados Unidos. 
El primer libro que publicó fue una recopilación de cuentos titulada Drown (1996; El ahogado) —salió en España como Los boys y en Estados Unidos como Negocios—, gran parte de ellos escritos mientras hacía su maestría en Cornell y que aparecieron en diversas revistas (Story; The New Yorker, Time Out New York, The Paris Review). Se trata de historias familiares en la tradición de Denis Johnson y Morrison, e incluye los relatos «Ysrael», «Fiesta, 1980», «Aurora», «Drown», «Boyfriend», «Edison, New Jersey», «How to Date a Browngirl, Blackgirl, Whitegirl, or Halfie», «No Face» y «Negocios» (este último narra la vida del padre del autor). 
Junot, que utiliza una jerga anglohispánica comprensible para los anglohablantes, escribe en estos cuentos sobre un hermano abusón, un padre que maltrata a sus hijos, una madre apaleada por la vida pero siempre firme, de trapicheos en la calle, de drogas y de trabajos mal pagados, de chicas y de las diferencias entre blancos, negros, morenos y latinos. Díaz expresa la alienación de quien se siente ajeno a dos culturas, la hispánica y la estadounidense, pero también su desconcierto y admiracíón por el ser humano que sobrevive y se alza por sobre los problemas de ese contacto cultural.
Una década después de este volumen de relatos que había tenido buena crítica, Junot Díaz saltó a la fama con su primera novela, La maravillosa vida breve de Óscar Wao (2007), que ganó el Premio Pulitzer y otros seis galardones. Óscar es un obeso nerd dominicano-estadounidense que presuntamente arrastra el fukú de sus antepasados isleños, una versión de las maldiciones mágicas tan afín a los pueblos latinoamericanos, que en su caso le impide rapar, es decir, tener relaciones sexuales. Amante de la ciencia ficción, Óscar vive a la sombra de su hermana, Lola León, y de su madre, Beli Cabral, lo que da pie a relatar la vida de su abuelo, Abelard Cabral, personajes víctimas, de uno u otro modo, de la dilatada y monstruosa dictadura de Trujillo.
Junto con Óscar, las mujeres de su familia resultan los personajes más memorables de la novela, puesto que constituyen ejemplos de fiereza de la mujer latinoamericana para sobrevivir y mantener entera las ganas de vivir, sin perder la insolencia y la soberanía de su sexo (incluso por sobre la violación y la tortura). En parte réplica, en clave popular y caribeña, de La fiesta del chivo, de Mario Vargas Llosa, a la que parodia y refuta (Urania Cabral, la protagonista de la obra de Vargas Llosa, es una mujer exitosa como profesional, pero acompejada por la violación que padeció de joven), La maravillosa vida breve de Óscar Wao es modelo de una literatura con sentido del humor que puede construir grandes miradas sobre las desgracias de los migrantes latinos en Estados Unidos.
En 2012 Díaz publicó su segundo volumen de cuentos, This is How You Lose Her, al tiempo que trabaja en otra novela.

## Cine
Aunque Díaz afirmó al diario Hoy de la República Dominicana en el 2008 que no le ilusionaba el cine, su cuento «Ysrael» fue adaptado por la directora dominicana Leticia Tonos Paniagua, que filmó un cortometraje en blanco y negro para la London Film School en 2001.

## Obras
- Drown, cuentos, 1996 — Los boys, Mondadori, Barcelona, 1996 (Debolsillo, 2009; trd.: Eduardo Lago Martínez) / Negocios, Vintage, USA, 1997 (Mondadori sacó aparte en formato e-book, en 2012, el cuento Fiesta, que forma parte de esta recopilación)
- The Brief Wondrous Life of Oscar Wao, novela, 2007 — La maravillosa vida breve de Óscar Wao, trd.: Achy Obejas; Mondadori, Barcelona, 2008
- Nilda. El sol, la luna, las estrellas. Otravida, otravez, 3 relatos publicados originalmente en The New Yorker (04.10.2009; 02.02.1998; y 21.06.1999, respectivamente), trd.: Daniel Gascón; Alfabia, Barcelona, 2009
- This is How You Lose Her, cuentos, 2012 — Así es como la pierdes, trd.: Achy Obejas; Mondadori, Barcelona, 2013
- Islandborn, literatura infantil; con ilustraciones de Leo Espinosa, 2018 — Lola, trd.: Teresa Mlawer, Dial Books, 2018

## Premios y reconocimientos
- Pushcart Prize XXII 1997
- Premio Eugene McDermott 1998
- Beca Guggenheim (1999)
- Premio de la Fundación James Beard 2007 por He'll Take El Alto, artículo publicado en septiembre de ese año en la revista mensuaal Gourmet
- Massachusetts Book Awards Fiction Award 2007 por La maravillosa vida breve de Óscar Wao
- Premio del Círculo de Críticos Nacional del Libro 2007 por La maravillosa vida breve de Óscar Wao
- Premio Pulitzer 2008 por La maravillosa vida breve de Óscar Wao
- Premio John Sargent Sr. First Novel 2008 por La maravillosa vida breve de Óscar Wao
- Anisfield-Wolf Book Awards 2008 por La maravillosa vida breve de Óscar Wao
- Dayton Literary Peace Prize for Fiction 2008 por La maravillosa vida breve de Óscar Wao
- Premio Hurston-Wright Legacy 2008 por La maravillosa vida breve de Óscar Wao
- Embajador Cultural de la República Dominicana ante el Mundo, título conferido por la Cámara de Diputados de ese país (2008)
- Barnes & Noble Writers for Writers Award 2010
- Beca MacArthur (2012; un total de 500.000 dólares repartidos trimestralmente a lo largo de cinco años)